# Stenåkern
Stenåkern är en roman av Tove Jansson som utkom 1984.
Det är en berättelse om den pensionerade journalisten Jonas, skriven med den enkla och klara prosa som kännetecknar Tove Janssons författarskap. Den har kännetecknats som en roman om skrivandet, språket och orden.
| ” | Det är en berättelse om det ohjälpliga, men också om frigörelse och om att det fastslagna ständigt kan förändras. | „ |